# Речные ворота

Диаграмма

Речные ворота — суженная часть речной долины, окаймлённая с обеих сторон высокими крутыми берегами. Как правило, образуется в результате промывания рекой бреши в горном хребте.
В Европе одними из самых известных речных ворот являются Железные Ворота — сужение в долине Дуная в месте сближения Карпат и Стара-Планины на границе Сербии и Румынии ниже города Оршов.
В России наиболее известны Жигулёвские ворота на Волге в районе Самарской Луки вблизи города Самара, где река зажата справа Жигулёвскими горами (гора Серная), слева — Сокольими горами (гора Тип-Тяв) и др.

## Фотографии

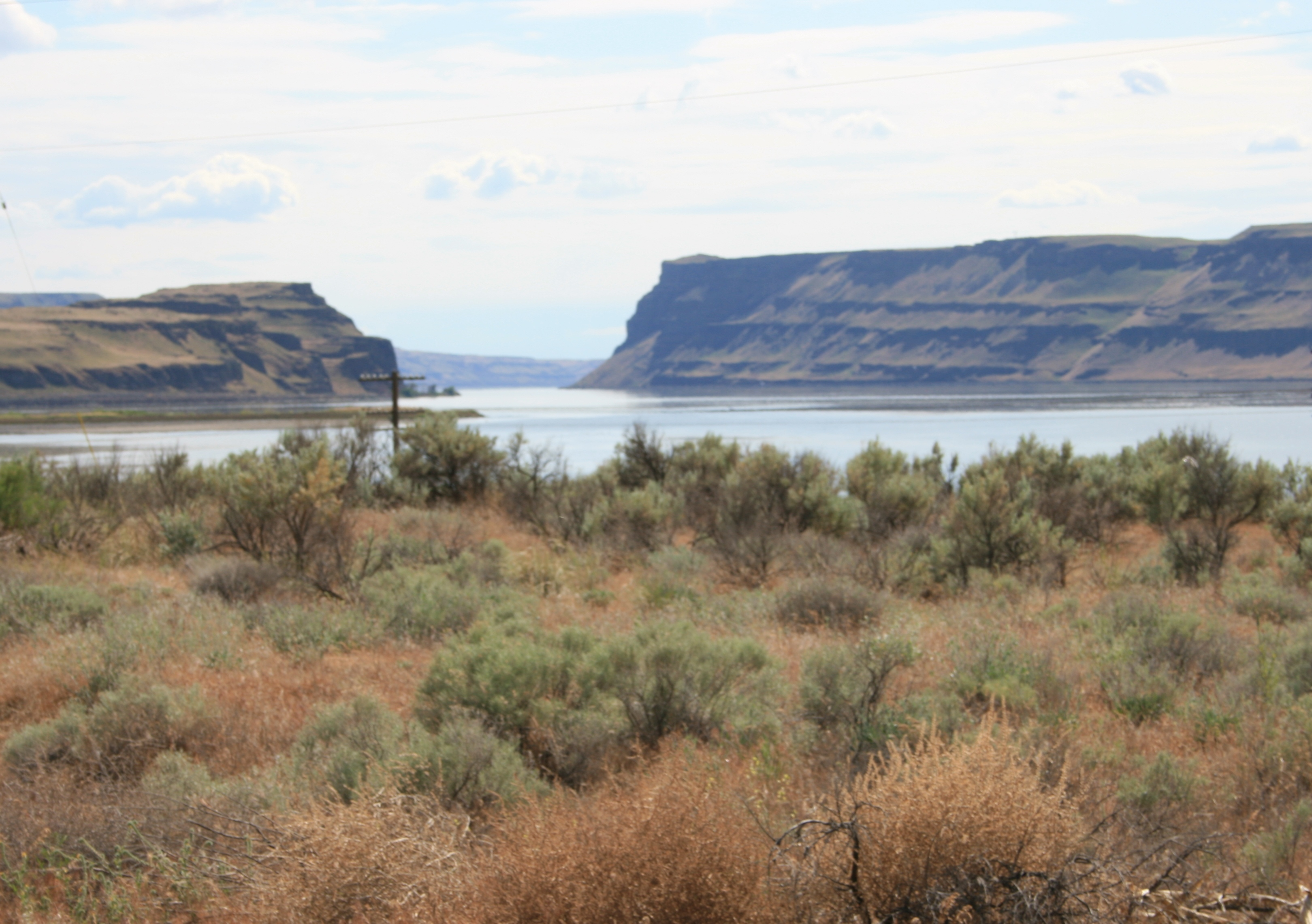
Ворота Валлула на р. Колумбия в штате Вашингтон
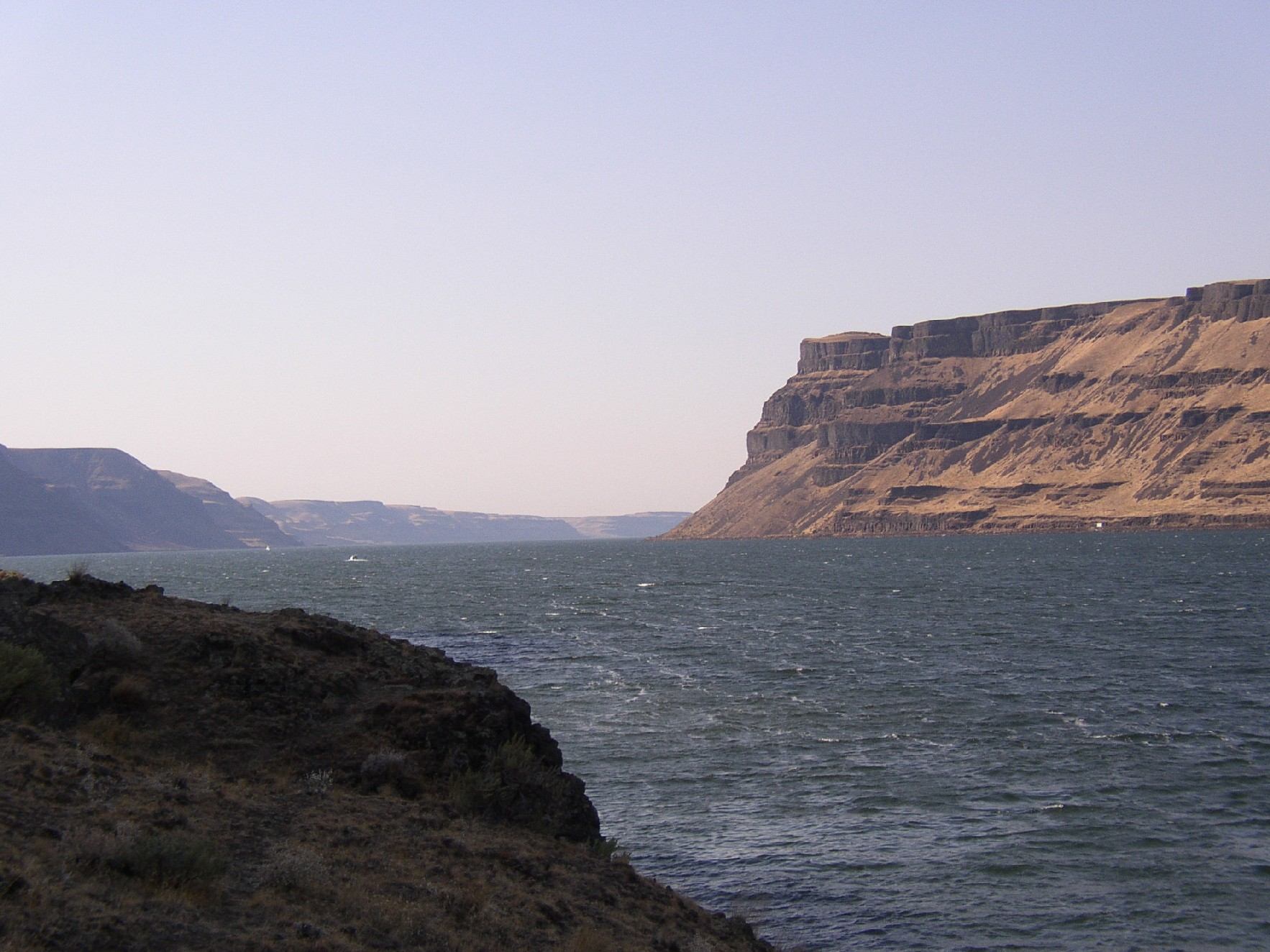
Они же, вид с юга
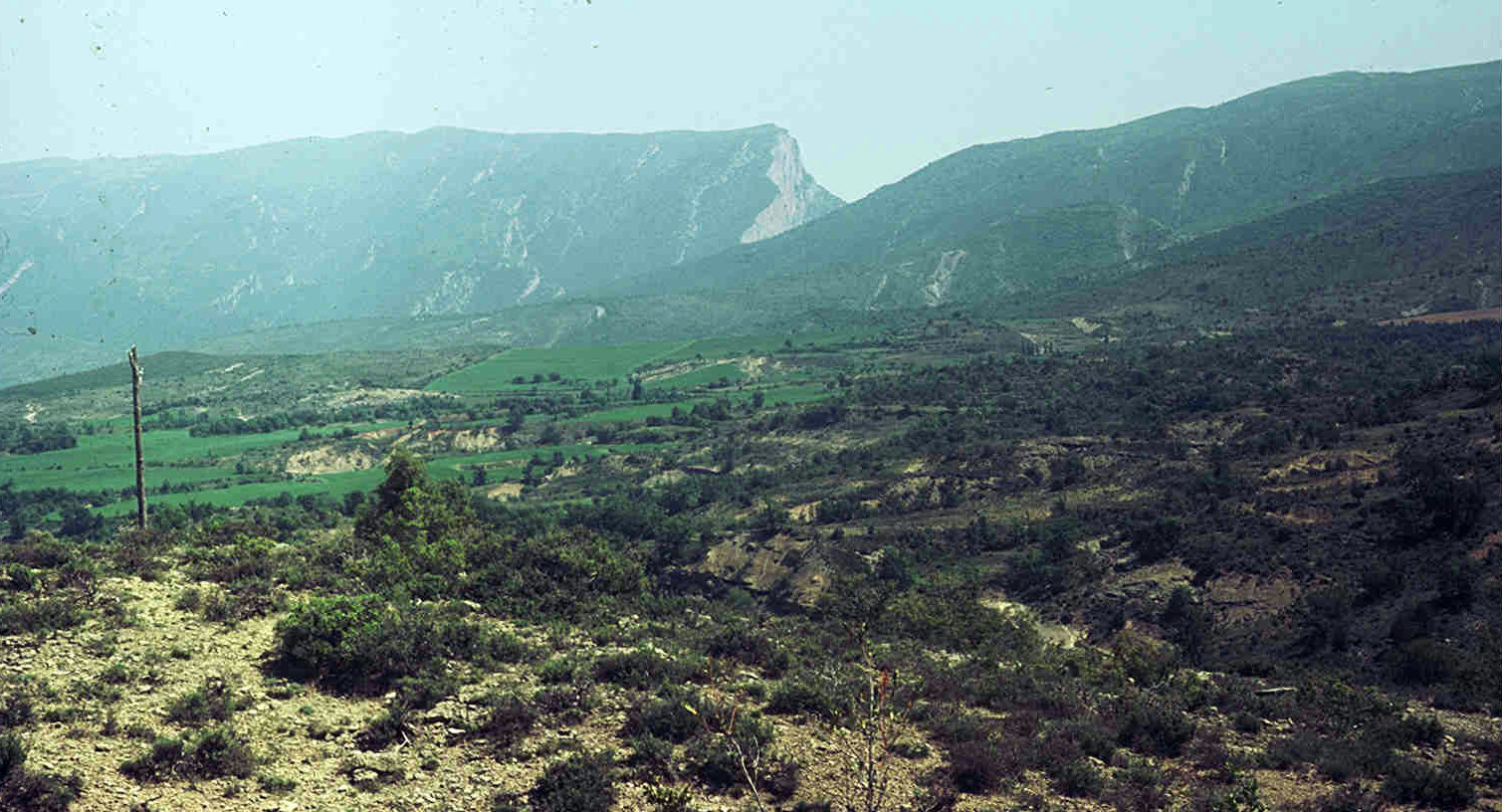
Ворота р. Ногера-Пальяреса в Каталонии
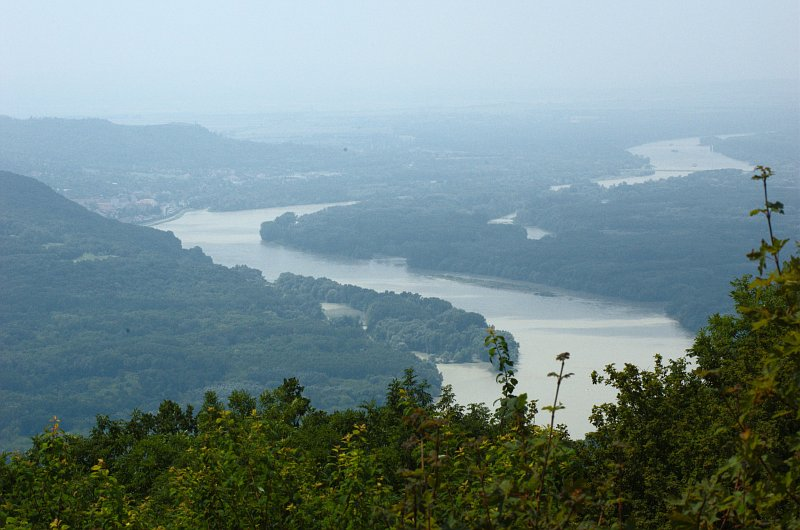
Девинские ворота[англ.] на Дунае под Братиславой на словацко-австрийской границе
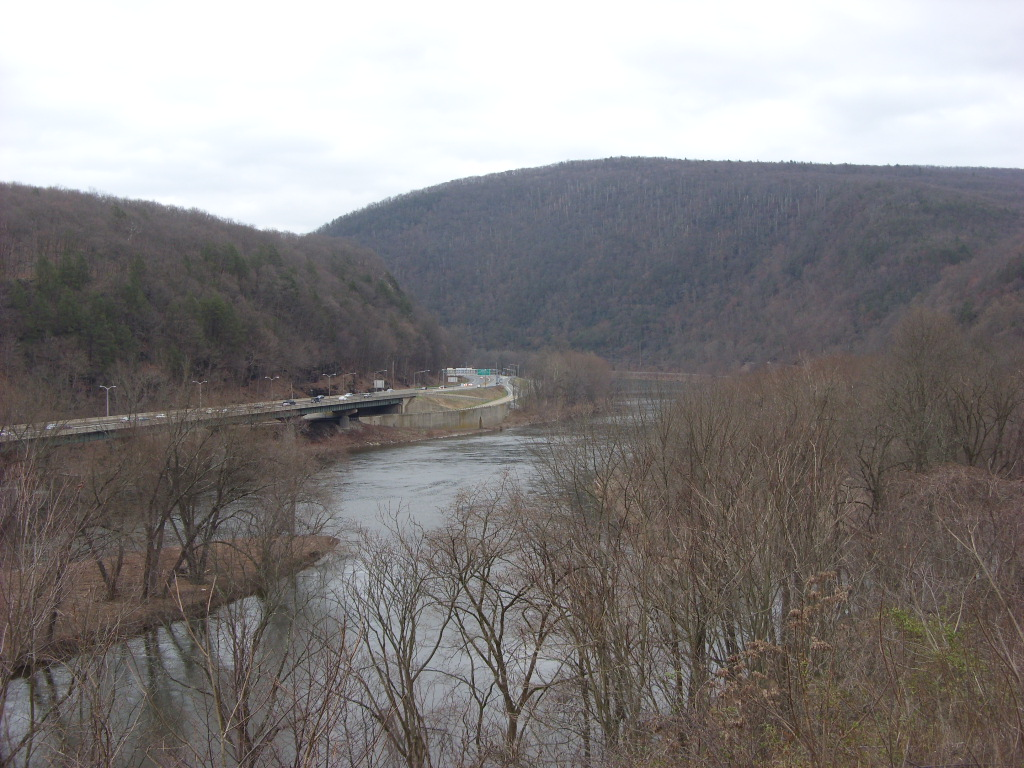
Ворота р. Делавэр в Пенсильвании
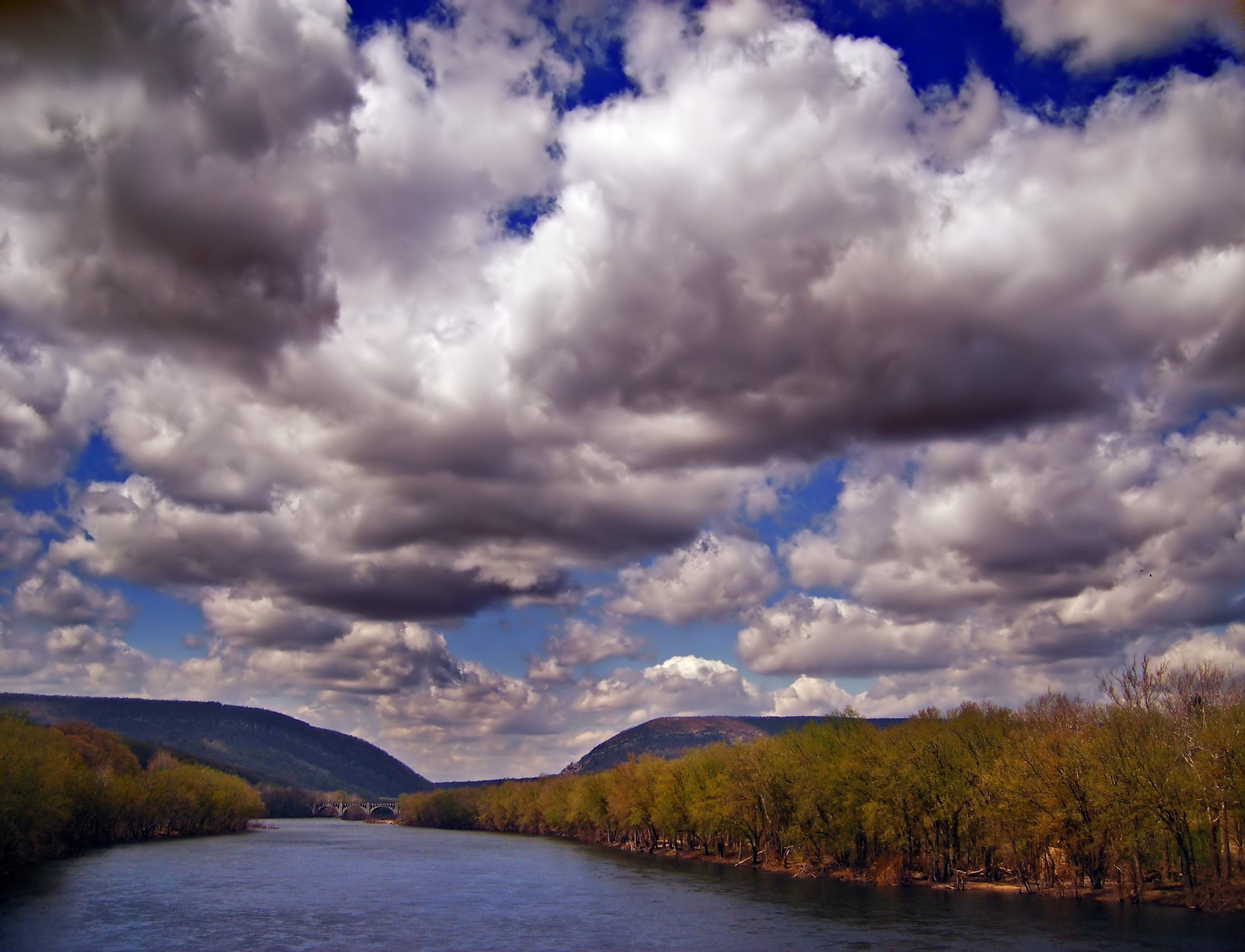
Они же издалека